# Diopsoidea
Super-famille
Les Diopsoidea sont une super-famille d'insectes diptères brachycères muscomorphes.

## Liste des familles
Selon NCBI (10 mai 2019) :
- famille des Diopsidae
- famille des Megamerinidae
- famille des Nothybidae
- famille des Psilidae
- famille des Somatiidae
- famille des Strongylophthalmyiidae
- famille des Syringogastridae
- famille des Tanypezidae